# 時又駅
時又駅（ときまたえき）は、長野県飯田市時又にある、東海旅客鉄道（JR東海）飯田線の駅である。

## 歴史
- 1927年（昭和2年）12月26日：伊那電気鉄道天竜峡 - 駄科間延伸時に開設[1][2]。一般駅[3]。
- 1943年（昭和18年）8月1日：伊那電気鉄道が飯田線の一部として国有化、鉄道省（後の日本国有鉄道）の駅となる[2]。
- 1971年（昭和46年）12月1日：荷物扱い廃止[3]。
- 1974年（昭和49年）12月1日：専用線発着車扱貨物取扱廃止（旅客駅化）[3]。
- 1984年（昭和59年）2月24日：飯田線南部CTC化に伴い無人駅化[4][5]。
- 1987年（昭和62年）4月1日：国鉄分割民営化に伴い、JR東海の駅となる[6]。
- 2001年（平成13年）4月1日：国土交通省、長野県、飯田市、中部電力が実施した「中心市街地活性化河川等空間整備」による治水対策事業により、構内配線を付け替え[7]。
- 2009年（平成21年）：駅舎改築[1]。

## 駅構造
相対式ホーム2面2線と保線車両用留置線を有し、列車交換可能な地上駅。互いのホームは構内踏切で連絡しており、上り線側に駅舎がある。飯田駅管理の無人駅。

### のりば
| 番線 | 路線      | 方向 | 行先             |
| ---- | --------- | ---- | ---------------- |
| 1    | CD 飯田線 | 上り | 天竜峡・豊橋方面 |
| 2    | CD 飯田線 | 下り | 飯田・辰野方面   |

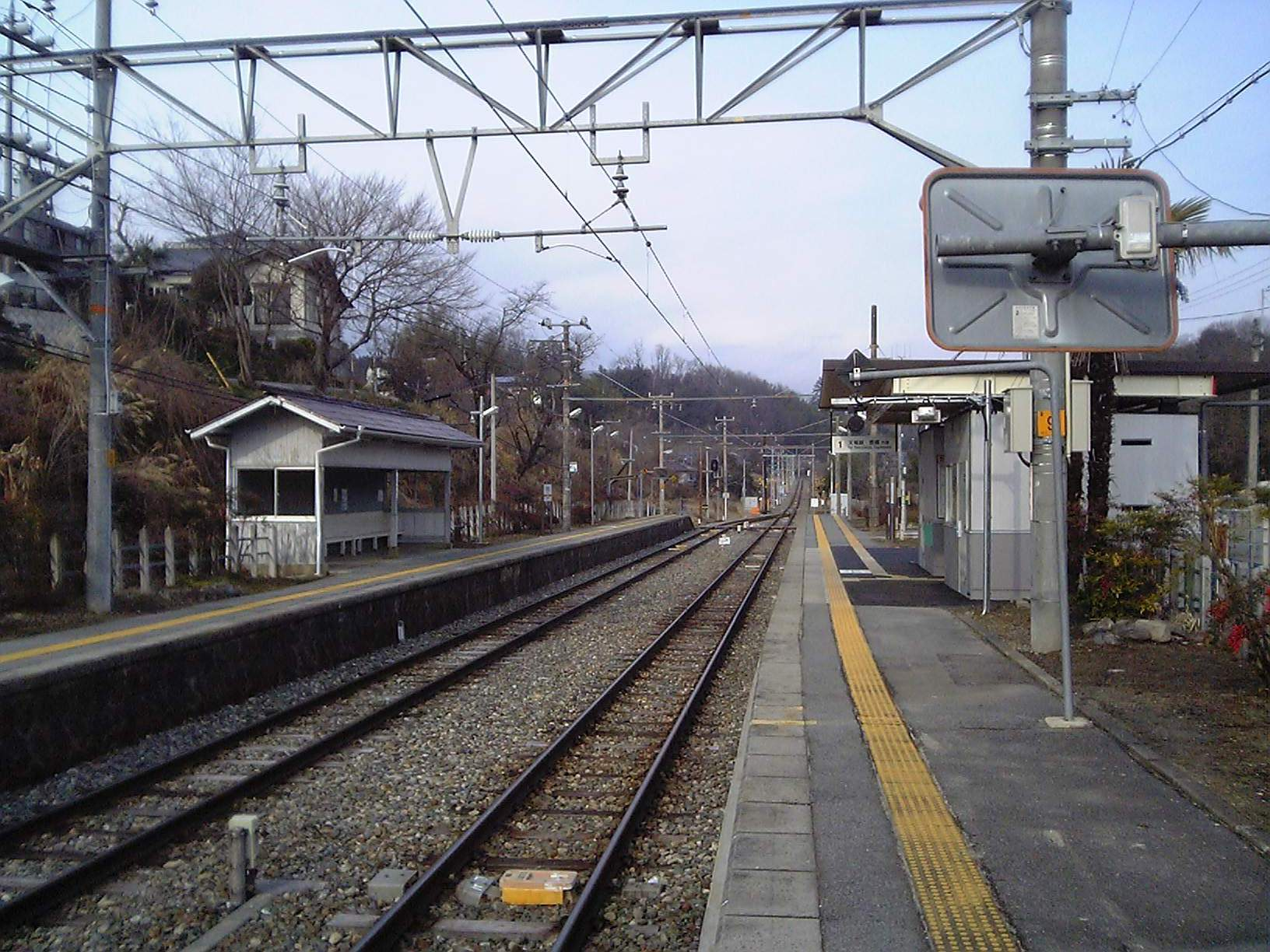
ホーム（2009年12月）
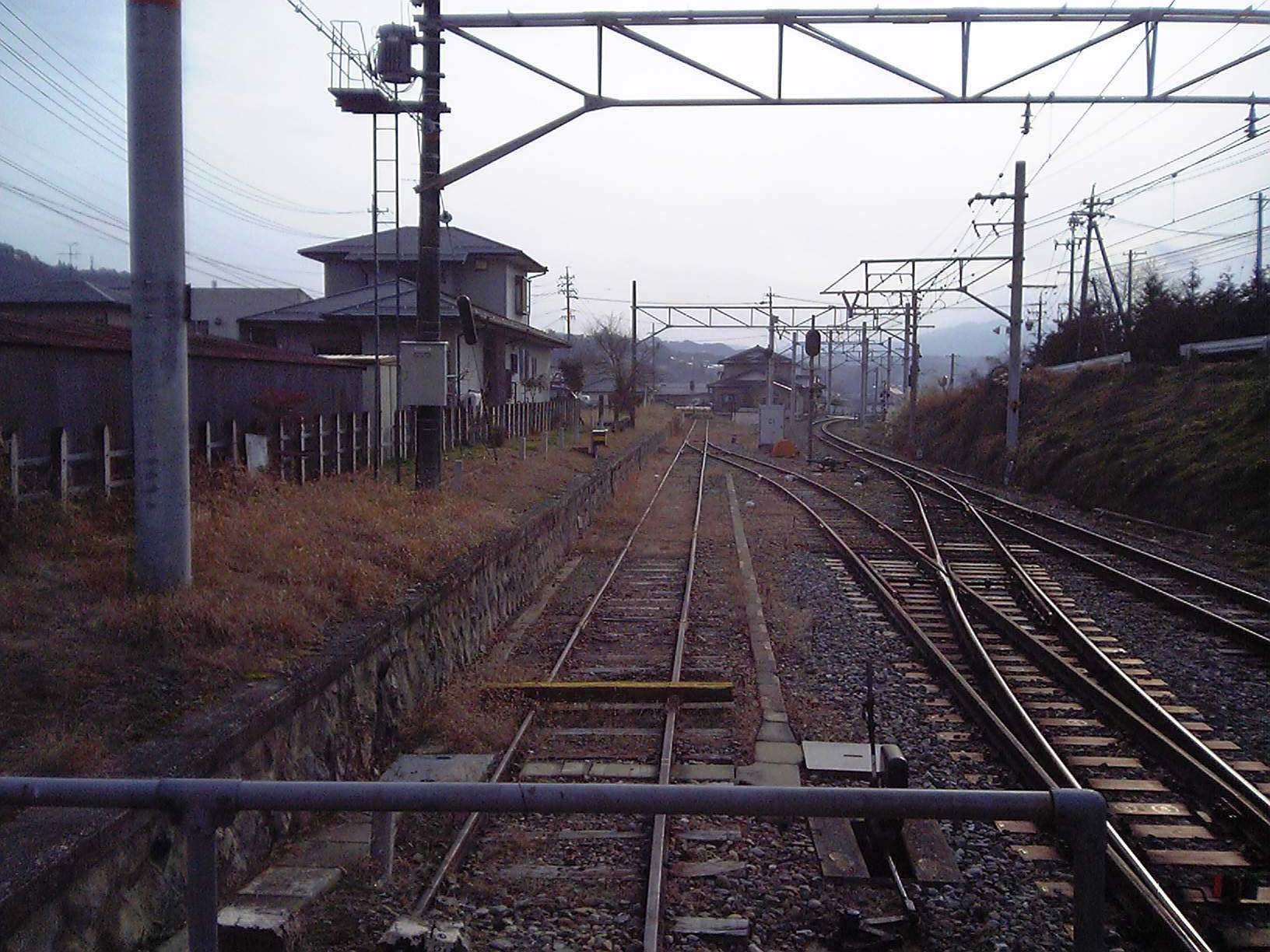
留置線（2009年12月）

## 利用状況
1日平均乗車人員は以下の通り。
| 乗車人員推移 | 乗車人員推移 |
| 年度         | 1日平均人数  |
| ------------ | ------------ |
| 2003         | 162          |
| 2004         | 161          |
| 2005         | 139          |
| 2006         | 132          |
| 2007         | 107          |
| 2008         | 109          |
| 2009         | 101          |
| 2010         | 111          |
| 2011         | 105          |
| 2012         | 102          |
| 2013         | 113          |
| 2014         | 111          |
| 2015         | 117          |
| 2016         | 118          |
| 2017         | 106          |
| 2018         | 96           |

## 駅周辺
- 竜丘郵便局
- 飯田警察署竜丘駐在所
- 飯田市立竜丘小学校
- 天竜川
- 時又港 - 天竜舟下りの下船場[1]
- 国道151号

## 隣の駅
東海旅客鉄道（JR東海）
CD 飯田線
川路駅 - 時又駅 - 駄科駅